# 九澳村路
九澳村路 （葡萄牙語：Caminho da Povoação de Ká Hó）是位於澳門路環東北的道路，路線整體呈多段曲線，為唯一穿梭九澳村的主要路幹。

## 名字由來
街道名稱最早期記錄於1995年出版『海島市街道名冊』。其葡文名稱Caminho釋作路徑，Povoação為村莊，Ká Hó是九澳的中文音釋。

## 歷史

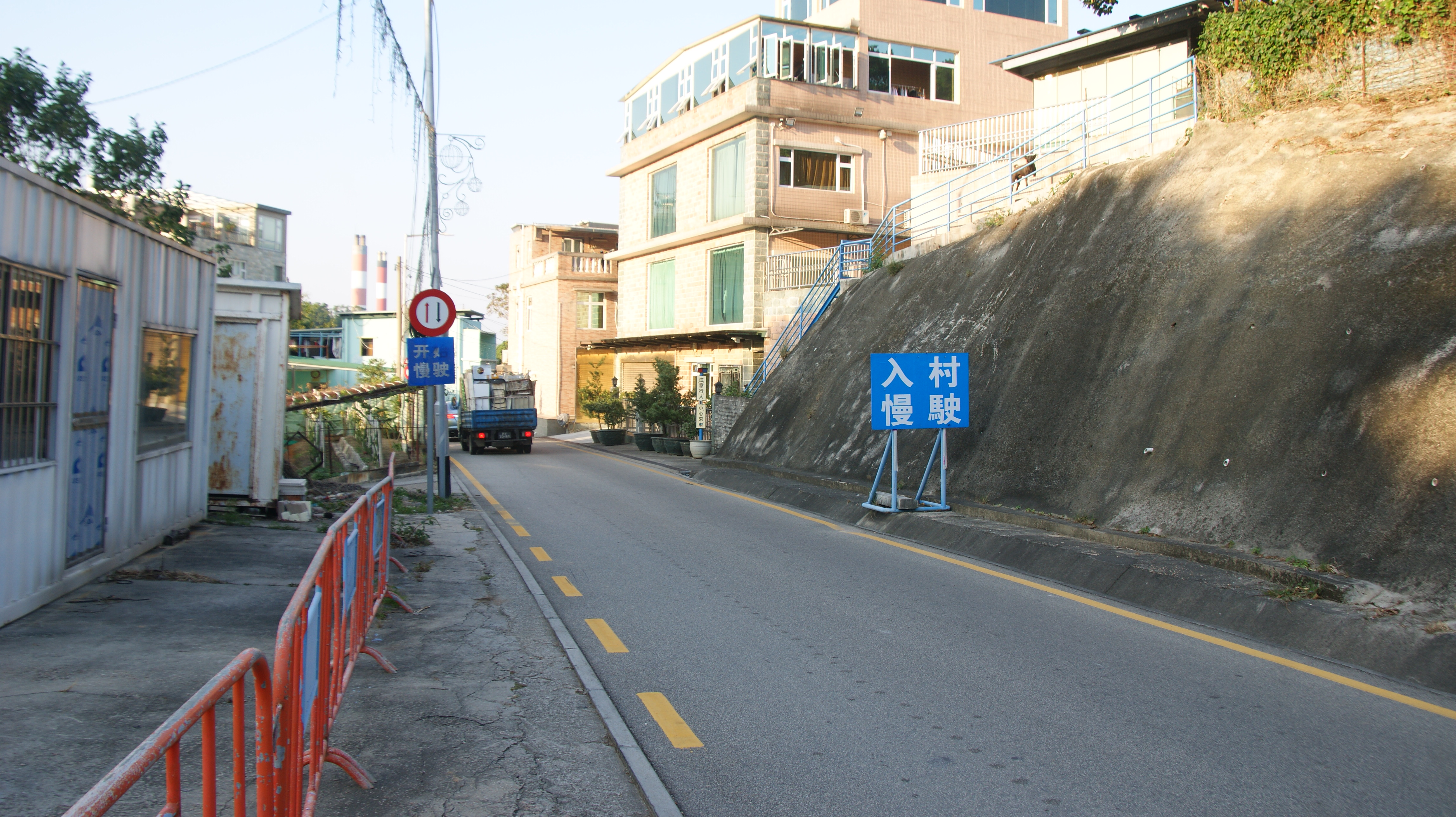
由南段路入村

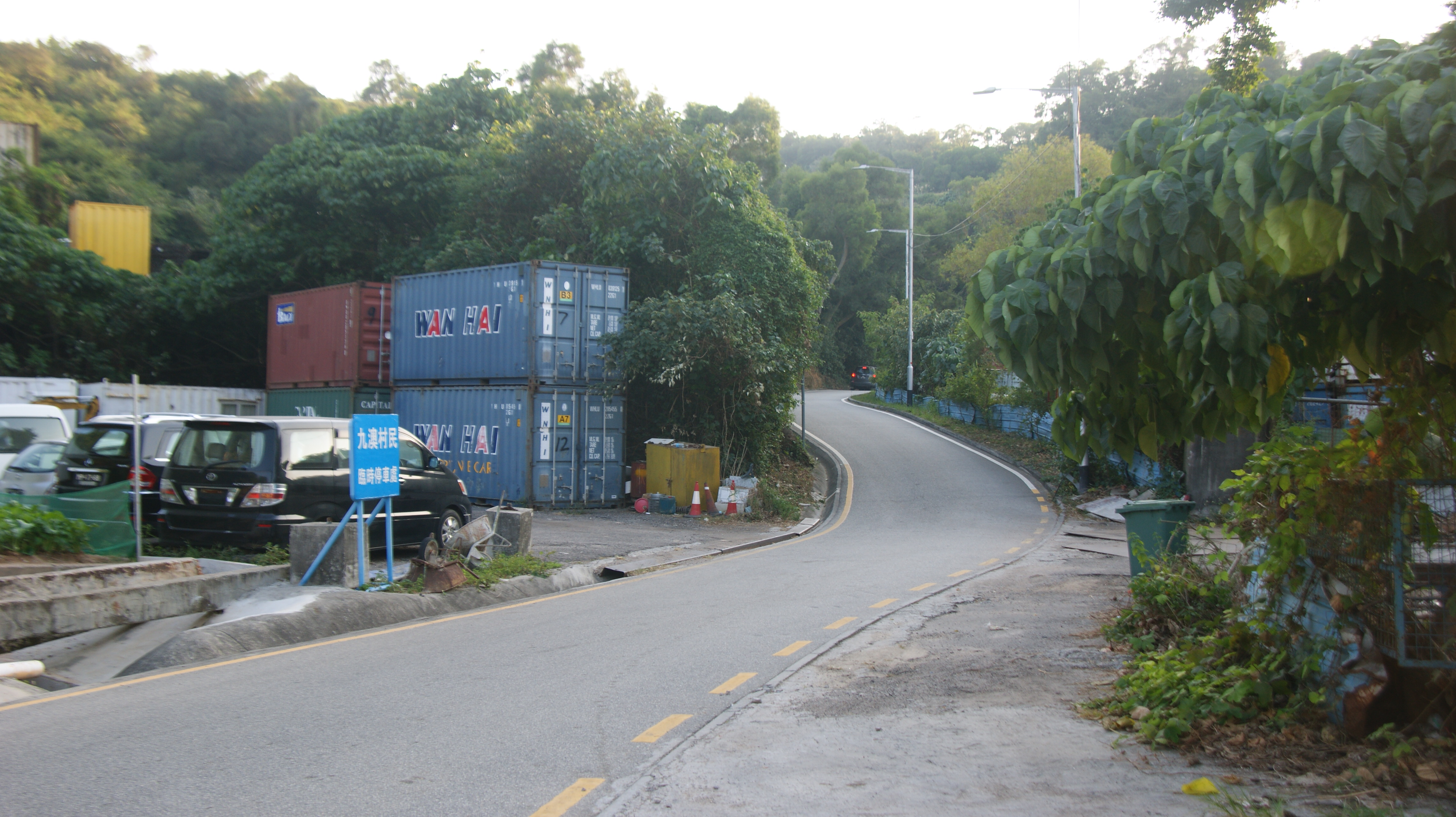
南段方向

百年前已有人居住，人們原本在九澳灣一帶以漁農過活，最初在海灣一帶居住，之後才遷到偏內陸地方居住。九澳村聚居了祖籍廣東省梅縣的客家人，並開始在九澳村發展了客家人獨特的客家文化。
村路由北起九澳聖母馬路開始，南接九澳高頂圓形地為結束。該路從分成南北兩段，北路段是途徑村莊兩旁，南路段是陡峭多彎的山路。由於是村路狹窄需要慢駛，而且單線路但容許車輛雙向行駛，經常發生外來車輛出入村路面臨兩車相遇，需要另一架車駛入路旁讓出空間。令村民出入感受到困擾。

## 交通

### 公共巴士
C673 九澳村（Povoação de Ká-Hó）
路線：15、15S